# Estadio Estadual Lourival Baptista
El Estadio Estadual Lourival Baptista popularmente conocido como Batistão, es un estadio multiusos ubicado en la ciudad de Aracaju, en el estado Sergipe, Brasil. El estadio debe su nombre al exgobernador de Sergipe entre 1966 y 1970 Lourival Baptista, periodo en el cual se construyó el estadio. El recinto alberga los partidos de los dos principales clubes de la ciudad el Associação Desportiva Confiança y el Club Sportivo Sergipe, en el Campeonato Brasileño de Serie C y Serie D.
El recinto fue inaugurado el día 9 de julio de 1969, con un partido amistoso disputado entre la Selección Sergipana y la Selección de fútbol de Brasil con triunfo para el cuadro nacional por 8-2, con goles de Toninho Guerreiro (3), Clodoaldo, Gerson, Paulo César Caju, Paulo Luis Borges y Beto en contra, partido al que asistieron 45.058 personas.
En 2013 el estadio fue sometido a una gran remodelación pasando a tener butacas en toda las gradas, y con capacidad para 15 600 espectadores.